# Klimkówka (Pogórze Rożnowskie)
 Klimkówka (512 m) –  wzniesienie na Pogórzu Rożnowskim w miejscowości Klimkówka, między Dąbrowską Górą a Kuminowiecką Górą. Jest całkowicie bezleśne. Prowadzi tędy droga i szlak turystyki rowerowej i pieszej. Dzięki bezleśnym obszarom z pól Klimkówki rozciągają się panoramy widokowe.
Szlak turystyczny
 Dąbrowa PKS – Dąbrowska Góra – Ubiad – Klimkówka – Kuminowiecka Góra – Librantowa